# Стрельба в Джолиете (2024)
Стрельба в Джолиете (2024) — массовая стрельба с жертвами, произошедшая 21 января 2024 года, когда 23-летний Ромео Александр Нэнс открыл огонь по своим родственникам и совершил самоубийство на следующий день во время противостояния с правоохранительными органами возле города Наталия, Техас.

## Стрельба
Около 16:15 по местному времени (UTC −05:00) в службу спасения поступил звонок стрельбе с раненым, а ещё через 10 минут звонок с жилого комплекса с сообщение также ещё об одном раненом. Вторая жертва позже скончалась в больнице.
С помощью камер видеонаблюдения стала известна личность стрелявшего. При обысках его дома были найдены два мёртвых тела. При обыске другого дома, где также жили родственники стрелка было найдено ещё пять тел.
Спустя сутки нападавший застрелился во время противостояния с полицией.